# Kohászat
A kohászat a vas és más fémek érceikből való kinyerésével, finomításával, ötvözésével, öntésével, képlékeny alakításával, hőkezelésével, szerkezetének és tulajdonságainak vizsgálatával, valamint az alkalmazott gépi berendezésekkel foglalkozó komplex tudomány.

## Vas- és fémkohászat

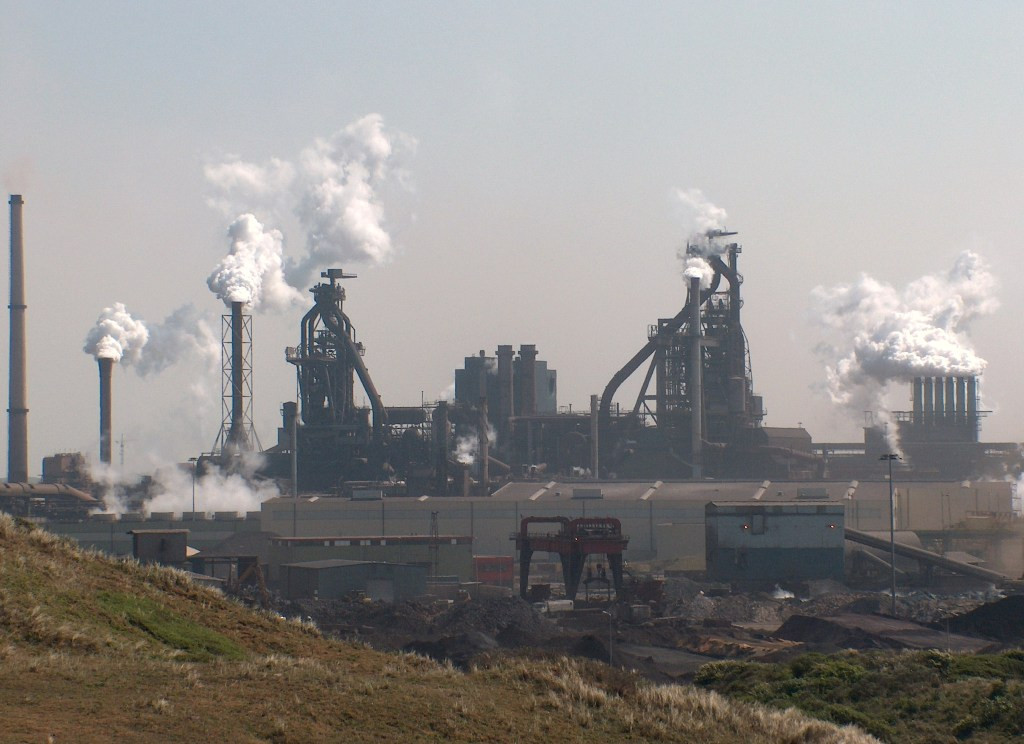
Nagyolvasztók

A szűkebb értelemben vett kohászat a metallurgia, amely a fémek ércekből való kinyerésével foglalkozik, csoportosítható az alkalmazott technológia jellege szerint:
- tűzi kohászat (pirometallurgia),
- hidrometallurgia,
- elektrometallurgia.

A fémek szerinti csoportosítás:
- vaskohászat (ide tartozik a vas és acél előállítása),
- fémkohászat (az összes „nemvasfém” előállítása).

### Vaskohászat
A vaskohászat két fő területe:
- a nyersvasgyártás és
- az acélgyártás.

#### Nyersvasgyártás

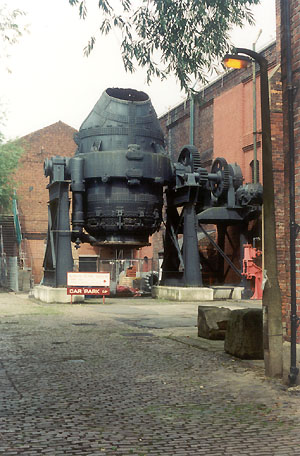
Régi Bessemer-konverter

A vaskohászat feladata a vas érceiből a nyersvas kinyerése, majd tovább-feldolgozása öntöttvassá és acéllá.
A vas tűzi kohászatának az a lényege, hogy a vasércből, amely alapvetően oxidos vasvegyületek keveréke, az oxigént redukálással eltávolítják. A redukálást szénnel végzik, mégpedig többnyire koksz formájában. A koksz feladata a redukáláson kívül a megfelelő hőmérséklet biztosítása. A nyersvasgyártás nagyolvasztóban, speciális aknás kemencében történik. A nagyolvasztó felső részén (torok) öntik be az ércet, a kokszot és a mészkövet. Az ércből eltávolított szennyezőket salakosítani kell, ezt általában mészkő adagolásával érik el. A megfelelő hőmérséklet biztosítása érdekében a kemencébe jelentős mennyiségű levegőt fújnak be az erre a célra kiképezett fúvókákon át. Az eljárás során nyersvas keletkezik. A redukálódott és megolvadt vas a kohó alján, a medencében gyűlik össze, fajsúly alapján elválva a szintén olvadt salaktól. Innen lehet mindkettőt lecsapolni.

#### Acélgyártás
Az acélt nyersvasból vagy/és acélhulladékból (ócskavas) állítják elő. Az acélgyártás célja az alapanyagból a szennyezők eltávolítása, és ötvözőanyagok hozzáadásával a kívánt kémiai összetétel biztosítása. Az acélgyártás eljárásai:
- konverteres acélgyártás,
- elektroacélgyártás.

A sokáig egyeduralkodónak számító Siemens–Martin-acélgyártás mára gyakorlatilag kiszorult a termelésből, helyét a konverteres és az elektroeljárások vették át. Ezek a módszerek is fel tudják dolgozni a nyersvasat és az ócskavasat. A konverteres eljárásnak több módszere ismert (Bessemer- és Thomas-eljárás), de ma legelterjedtebb az LD-eljárás (az LD betűszó az eljárás kifejlesztésének helyére utal: Linz-Donawitz). Ennél a módszernél a konverterbe töltött folyékony fém felületére ún. oxigénlándzsán át oxigént fújnak. Ennek hatására a fémfürdő felületén – és a fémfürdő folyamatos belső áramlásai következtében az egész tömegében – a szennyezők oxidálódnak (kiégnek), salakba kerülnek. Az ötvözőket külön adagolják a fémhez. A villamos kemencék tisztán ócskavas betéttel is tudnak indulni.

### Fémkohászat
A fémkohászat a „nemvasfémek” érceiből való előállításával (metallurgiájával) foglalkozó tudomány és gyakorlati technológia összefoglaló elnevezése. A fémkohászaton belül elkülönítik a könnyű- és a nehéz- vagy színesfémek kohászatát (a nehéz- és a színesfémek elnevezést a gyakorlatban szinonimaként használják). A könnyű- és nehézfémek közötti választóvonalat általában a 4,5 g/cm³ sűrűségnél vonják meg. A gyakorlat szempontjából legfontosabb könnyűfémek az alumínium, a magnézium és a titán. A színesfémek között a réznek, a nikkelnek, az ólomnak és a cinknek van a legnagyobb jelentősége.
Az első fém, amit az ember nagy valószínűséggel megismert, az arany volt. A termésarany rögök hamar felkelthették az emberek figyelmét, amiket kalapálással munkáltak meg. Ez a termésarany 0,2–38% ezüsttel, kevés rézzel és még kevesebb vassal volt szennyezve. Az arany lágy volta miatt szerszámkészítésre nem volt alkalmas, ezért – és szép színe miatt – ékszereket készítettek belőlük. Az ember gyakorlatilag az arannyal egy időben ismerte meg a rezet is, ami szintén előfordul a természetben elemi formában. A kohósítására is hamar sor kerülhetett, mégpedig feltehetőleg véletlenül. A tűzbe került rézérc (pl. malachit) redukálódhatott, így megmunkálható rézdarabot kaptak. A rézolvasztás módszere már az i. e. 7–6. évezredben ismert volt. Az ólmot és a ónt az i. e. 3000 körüli évszázadokban már ismerték. A cink a réz ötvözőjeként jelent meg először, feltehetően cink-oxid tartalmú rézércek redukciója során került a rézbe. A legkorábbi ónbronz leletek az i. e. negyedik évezred végéről származnak, a mai Irán területéről. Az alumínium előállítására csak igen későn került sor, pedig előfordulásának gyakorisága 8% a földkéregben, amivel a harmadik helyen áll az oxigén és a szilícium után. Alumíniumot – hiteles adatok szerint – 1807-ben állított elő Humphry Davy, noha ez még vassal szennyezett alumínium volt. Tiszta alumínium kísérleti előállítása 1825-ben a dán Ørsted, majd két évvel később a német Wöhler nevéhez fűződik. Az iparszerű gyártás a timföld Bayer-féle és az alumínium olvadékelektrolízissel (Hall–Héroult-eljárás) való előállításával valósult meg.

## Porkohászat
A porkohászat olyan eljárás, amely fél- és készterméket fémporokból állít elő. Lényege az, hogy megfelelő finomságú fémporokat állítanak elő, ezeket a kívánt összetételnek megfelelő arányban összekeverik, és az így előállított alapanyagot sajtolószerszámban hidegen sajtolják, végül adott hőmérsékleten hőkezelik (zsugorítják). A porkohászati eljárásokkal lehetőség nyílik olyan anyagok keverésére, amelyek normál ötvözéssel és más eljárásokkal nem elegyíthetők, sőt fémes és nemfémes anyagokat is lehet keverni.

## Öntészet

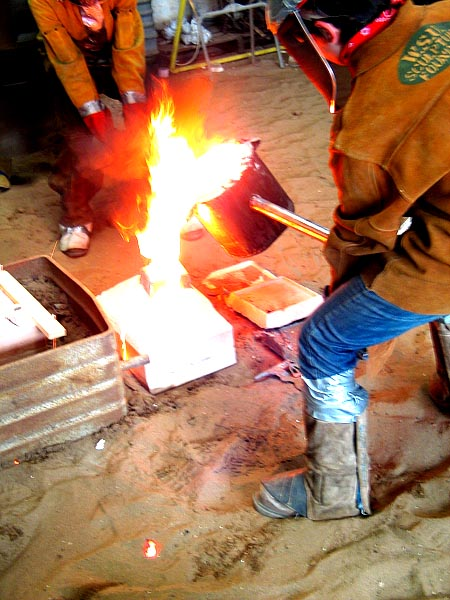
Olvadt fém öntése

Az öntészet feladata és célja az, hogy a megolvasztott fémet egy üreges öntőformába öntve öntvényeket állítson elő. Az öntészetet számos szempont szerint lehet csoportosítani.
Az öntött fém milyensége szerint:
- vas- és acélöntészet,
- fémöntészet (minden, ami nem vasalapú).

Az öntési módszer szerint:
- gravitációs öntés,
- nyomásos öntés.

Az öntőforma anyaga szerint:
- homokforma,
- fém kokilla,
- egyéb.

Az öntés termékei igen változatosak. Öntéssel készítik például a gépállványokat és házakat, háztartási gépek, járművek, elektrotechnikai eszközök stb. alkatrészeit.

## Képlékeny alakítás
Képlékeny alakítással a képlékenyen alakítható fémeket alakítják. Eljárásai a kovácsolás, a hengerlés, a húzás, a kisajtolás, a csőhengerlés, a folyatás, a lemezalakítás stb.

## Fémtan
A fémtan (régebbi nevén metallográfia) a fémek és ötvözetek tulajdonságait fémfizikai alapokon tárgyaló és vizsgáló tudomány. Ezen belül foglalkozik a fémek és ötvözetek szerkezetével, a szerkezetvizsgálat módszereivel, a fémek mechanikai tulajdonságaival, a mágneses tulajdonságokkal, a korrózióval stb.

## Tüzeléstan
A kohászati tüzeléstan a kohászati folyamatokban használatos kemencékkel, kazánokkal és más melegítő berendezésekkel, fűtő és hőcserélő berendezésekkel, tűzállóanyagokkal, energiahordozókkal és égéstermékekkel, tüzelési módszerekkel stb. foglalkozó tudomány.